# Carpelimus maculicollis
Carpelimus maculicollis är en skalbaggsart som först beskrevs av Notman 1920.  Carpelimus maculicollis ingår i släktet Carpelimus och familjen kortvingar. Inga underarter finns listade i Catalogue of Life.